# Domažlice (stacja kolejowa)
Domažlice – stacja kolejowa w Domažlicach, w kraju pilzneńskim, w Czechach. Jest ważnym węzłem kolejowym. Położona jest na wysokości 425 m n.p.m.
Na stacji istnieje możliwość zakupu biletów na wszystkiego rodzaju pociągi oraz rezerwacji miejsc. 

## Linie kolejowe
- 180 Plzeň - Domažlice - Furth im Wald
- 184 Domažlice - Planá u Mariánských Lázní
- 185 Horažďovice předměstí - Domažlice